# Myrsine maguireana
Myrsine maguireana är en viveväxtart som beskrevs av J.J. Pipoly. Myrsine maguireana ingår i släktet Myrsine och familjen viveväxter. Inga underarter finns listade i Catalogue of Life.